# Nico Drägert
Nico Drägert (* 24. Dezember 1990 in Berlin) ist ein ehemaliger deutscher Basketballspieler.

## Werdegang
Der 2,09 Meter große Innenspieler gewann 2009 mit Alba Berlin an der Seite späterer Nationalspieler wie Niels Giffey und Joshiko Saibou den deutschen Meistertitel in der Nachwuchs-Basketball-Bundesliga. Mit der zweiten Herrenmannschaft der Berliner wurde er in der Saison 2009/10 Meister der 1. Regionalliga Nord.
In der Saison 2010/11 spielte er für die Berlin Baskets in der 1. Regionalliga und wechselte 2011 zum BBC Magdeburg (ebenfalls 1. Regionalliga). Mit Magdeburg wurde er 2013 Vizemeister der 1. Regionalliga Nord. Der BBC spielte 2013/14 dank eines Lizenzkaufs in der 2. Bundesliga ProA, Drägert wurde in 21 Partien der zweithöchsten deutschen Spielklasse eingesetzt und kam auf einen Durchschnitt von 4 Punkten je Begegnung. Nach dem Abstieg mit Magdeburg schloss er sich im Sommer 2014 mit Ehingen/Urspring einem anderen Zweitligisten an. Nach neun Spielen (2,3 Punkte/Einsatz) für die Mannschaft wurde Drägert im November 2014 vom RSV Eintracht Teltow/Stahnsdorf/Kleinmachnow (2. Bundesliga ProB) verpflichtet.
Im Sommer 2015 wechselte er innerhalb der 2. Bundesliga ProB in die Südstaffel zu den Scanplus Baskets Elchingen, zog sich aber eine Knieverletzung zu und kam deshalb bei den Elchingern nicht zum Einsatz. Nach der Verletzungspause ging Drägert zur Saison 2016/17 zur WSG Königs Wusterhausen in die 1. Regionalliga. Er spielte bis 2018 in Königs Wusterhausen, im Sommer 2018 wurde er Mitglied des USV Potsdam. Für den USV spielte er in der 2. Regionalliga bis zum Abbruch (wegen der COVID-19-Pandemie) der Saison 2020/21.